# My Own Way
My Own Way — второй студийный альбом британского R&B-певца Джея Шона, выпущенный 12 мая 2008 года на лейблах Jayded Records и 2Point9 Records. Сессии записи проходили с 2006 по 2008 год. Производством занимался Джей Шон и несколько других продюсеров звукозаписи, включая Джареда Коттера, JRemy и DJ Swivel, включая других. Альбом достиг шестой строчки в UK Albums Chart. Было выпущено три сингла, а в роскошном издании был ещё один сингл. После выхода My Own Way получил неоднозначные отзывы критиков.

## История создания
Первоначально альбом был назван в честь заглавного трека «Deal With It», но в итоге песня досталась Корбину Блю. Однако бэк-вокал Шона остаётся в версии трека Блю. Песня «Deal With It» принесла Шону премию BMI Songwriter Award, а позже была записана южнокорейской группой Shinee, которая выпустила её в качестве сингла 2009 года «Juliette».
Альбом был переименован в My Own Way и первоначально должен был выйти 3 декабря 2007 года. Однако из-за утечки большинства треков релиз неоднократно переносился на 31 марта 2008 года и снова на 28 апреля 2008 года. В конечном итоге он был выпущен 12 мая 2008 года.
Выступая в марте 2008 года перед известным британским R&B-писателем Питом Льюисом — заместителем редактора отмеченного наградами Blues & Soul — Джей объяснил идею, стоящую за названием альбома: «На самом деле оно в значительной степени говорит само за себя. Весь этот проект был как моё маленькое дитя — с точки зрения того, что я лелеял его, делал, наблюдал, как оно растет, и имел по-настоящему практический творческий контроль. Вы знаете: „Я хочу работать с ЭТИМ человеком… Я хочу написать песню, подобную ЭТОЙ… Я хочу, чтобы это был сингл… Мне нужны эти видеорежиссёры“… И все, кто окружал меня в моей команде, были потрясающими и просто доверяли мне принимать решения».
Продюсерами альбома выступили Джей Реми, Хосе Э. Дюран, Роберт Лароу, Бобби Басс и Алан Сэмпсон. Он был записан в Нью-Йорке и Лондоне и сведен «Supa Engineer Duro» с Джорданом «DJ Swivel» Янгом в Нью-Йорке. Джаред Коттер был соавтором шести песен для альбома.

## Синглы
- Первый сингл с альбома, «Ride It», вышел 21 января 2008 года и дебютировал в UK Singles Chart на 11-й строчке. Он имел успех в Восточной Европе, особенно в России, Турции и Румынии, где стал одним из трёх самых продаваемых синглов года. Шон выпустил версию песни на хинди для индийского релиза My Own Way. В 2019 году песня была перепета косовским диджеем Regard и стала вирусным хитом в приложении TikTok.
- «Maybe», второй сингл с альбома, выпущен 21 апреля 2008 года и дебютировал в UK Singles Chart на 19-й строчке. Он также имел успех в Японии, где достиг 7-й строчки в Japan Hot 100 Singles. Версия на хинди в исполнении Шона была выпущена как часть My Own Way в Индии. В Китае также была выпущена кавер-версия на китайском языке Коко Ли.
- Третий сингл с альбома, «Stay», был выпущен 7 июля, но не смог попасть в британский Топ-40. Шон также исполнил хинди-версию песни для индийского релиза My Own Way.

### Переиздание
- «Tonight», был первым синглом из переиздания My Own Way, он был выпущен 26 января 2009 года.

## Успех

### Позиция в чартах
Альбом имел умеренный успех в Великобритании, достигнув 6-й строчки в UK Albums Chart и 1-й строчки в UK R&B Chart. Версия альбома на хинди также была выпущена в Индии. Звукозаписывающий лейбл Шона заявил, что альбом был продан тиражом более 350 000 копий по всему миру. Он был сертифицирован серебряным в Великобритании.

### Критика
Альбом получил смешанные отзывы критиков. Пол Кларк из BBC Music отметил: «С одной стороны, Ride It — прошлогодний камбэк-сингл Джея Шона — показал, что артист, родившийся в Хаунслоу, находится точно в том же положении, в каком он был, когда в 2003 году прорвался с Dance With You: Рассказывал о походах по клубам и строил глазки дамам». DesiHits заявили, что это «самый большой альбом, попавший на городскую дези сцену за последнее время, и просто слушая альбом, снимающий всю шумиху, весь гламур, становится ясно, что Джей создал альбом, который вам понравится». можете откинуться на спинку стула, расслабиться и наслаждаться".
Ангус Бейти из The Guardian заявил: «My Own Way — достойная пластинка, но с ошибочным названием…Он потерял — надеюсь, не навсегда — материал, который выделял его», по сравнению с его экспериментальным дебютным альбомом Me Against Myself (2004). Позже Шон ответил, что причина, по которой он отказался от индийской музыки в стиле R&B fusion, которую он помог популяризировать, заключается в том, что со временем она стала слишком распространённой в азиатском андеграунде и индийской поп-музыке.

## Список песен
| №   | Название                                       | Автор(ы)                                                                                             | Длительность |
| --- | ---------------------------------------------- | --- | ------------ |
| 1.  | «Ride It»                                      | Alan Sampson, Jay Sean, Andre Luis Reyes                                                             | 3:10         |
| 2.  | «Maybe»                                        | Alan Sampson, Jose Duran                                                                             | 3:10         |
| 3.  | «I Won't Tell» (featuring Daytona)             | J-Remy & Bobby Bass, Jay Sean, J Skaller, R Larow, J Cotter                                          | 3:20         |
| 4.  | «Stay»                                         | Alan Sampson, Jay Sean                                                                               | 3:39         |
| 5.  | «Stuck in the Middle» (featuring Jared Cotter) | J-Remy & Bobby Bass, Jay Sean, J Skaller, R Larow, J Cotter                                          | 3:38         |
| 6.  | «Good Enough»                                  | J-Remy & Bobby Bass, Jay Sean, Nina Woodford, Peter Biker, Karsten Dahlgaard                         | 4:02         |
| 7.  | «Cry»                                          | J-Remy & Bobby Bass, Jose Duran                                                                      | 4:36         |
| 8.  | «All or Nothing»                               | J-Remy & Bobby Bass, Jay Sean, J Skaller, Jared Cotter, R Larow, J Perkins                           | 4:07         |
| 9.  | «Runaway»                                      | J-Remy & Bobby Bass, Jay Sean                                                                        | 3:48         |
| 10. | «Waiting»                                      | J-Remy & Bobby Bass, Jay Sean, J Skaller, R Larow, Claude Kelly                                      | 4:06         |
| 11. | «Used to Love Her»                             | J-Remy & Bobby Bass, Jay Sean, J Skaller, Jared Cotter, R Larow, Edwin 'Lil Eddie' Serano, J Perkins | 3:47         |
| 12. | «Just a Friend»                                | Alan Sampson, Jay Sean                                                                               | 3:41         |
| 13. | «Murder» (featuring Thara)                     | DJ Swivel, Edwin "Lil Eddie" Serrano, Jose Duran, Thara, Jay Sean                                    | 3:59         |
| 14. | «Easy as 1,2,3»                                | Alan Sampson, Jay Sean                                                                               | 3:19         |

| №  | Название                           | Автор(ы)                                                    | Длительность |
| -- | ---------------------------------- | ----------------------------------------------------------- | ------------ |
| 2. | «Maybe» (JRemy & Bobby Bass Remix) | Alan Sampson, Jose Duran                                    | 3:20         |
| 3. | «I Won't Tell» (featuring Sway)    | J-Remy & Bobby Bass, Jay Sean, J Skaller, R Larow, J Cotter | 3:18         |

| №   | Название                  | Автор(ы)                 | Длительность |
| --- | ------------------------- | ------------------------ | ------------ |
| 15. | «Maybe» (DJ Komori Remix) | Alan Sampson, Jose Duran | 4:37         |

| №   | Название                          | Автор(ы)                                 | Длительность |
| --- | --------------------------------- | ---------------------------------------- | ------------ |
| 15. | «Ride It» (Ishi Hip Hop Mix)      | Alan Sampson, Jay Sean, Andre Luis Reyes | 3:21         |
| 16. | «Ride It» (Ishi Desi Mix)         | Alan Sampson, Jay Sean, Andre Luis Reyes | 3:20         |
| 17. | «Maybe» (Panjabi Hit Squad Remix) | Alan Sampson, Jose Duran                 | 3:13         |
| 18. | «Maybe» (Guy Robin Edit)          | Alan Sampson, Jose Duran                 | 4:15         |
| 19. | «Maybe» (Agent X Remix)           | Alan Sampson, Jose Duran                 | 4:51         |
| 20. | «Ride It» (Ivan Martin Club Mix)  | Alan Sampson, Jay Sean, Andre Luis Reyes | 5:59         |

| №   | Название                           | Writer(s)                                                   | Длительность |
| --- | ---------------------------------- | ----------------------------------------------------------- | ------------ |
| 1.  | «Ride It» (Kya Yehi Pyarr Hai)     | Alan Sampson, Jay Sean, Andre Luis Reyes                    | 3:13         |
| 2.  | «Maybe» (Shayad)                   | Alan Sampson, Jose Duran                                    | 3:31         |
| 3.  | «Stay» (Tu Rahe)                   | Alan Sampson, Jay Sean                                      | 3:30         |
| 4.  | «I Won't Tell» (featuring Sway)    | J-Remy & Bobby Bass, Jay Sean, J Skaller, R Larow, J Cotter | 3:18         |
| 15. | «Maybe» (JRemy & Bobby Bass Remix) | Alan Sampson, Jose Duran                                    | 3:20         |
| 16. | «Stay»                             | Alan Sampson, Jay Sean                                      | 3:39         |
| 17. | «Ride It»                          | Alan Sampson, Jay Sean, Andre Luis Reyes                    | 3:10         |

| №   | Название                                                                     | Writer(s)                                                                                            | Длительность |
| --- | ---------------------------------------------------------------------------- | --- | ------------ |
| 1.  | «Ride It»                                                                    | Alan Sampson, Jay Sean, Andre Luis Reyes                                                             | 3:10         |
| 2.  | «Tonight»                                                                    | Kamaljit Singh, Claude Kelly, J-Remy, Bobby Bass, J Perkins                                          | 3:42         |
| 3.  | «Maybe» (JRemy & Bobby Bass Remix)                                           | Alan Sampson, Jose Duran                                                                             | 3:20         |
| 4.  | «I Won't Tell» (featuring Sway) (2009 Remix)                                 | J-Remy & Bobby Bass, Jay Sean, J Skaller, R Larow, J Cotter                                          | 3:37         |
| 5.  | «Stay»                                                                       | Alan Sampson, Jay Sean                                                                               | 3:39         |
| 6.  | «Stuck in the Middle» (featuring Jared Cotter)                               | J-Remy & Bobby Bass, Jay Sean, J Skaller, R Larow, J Cotter                                          | 3:38         |
| 7.  | «All or Nothing»                                                             | J-Remy & Bobby Bass, Jay Sean, J Skaller, Jared Cotter, R Larow, J Perkins                           | 4:07         |
| 8.  | «Never Been in Love»                                                         | Jay Sean, Sampson                                                                                    | 3:28         |
| 9.  | «Cry»                                                                        | J-Remy & Bobby Bass, Jose Duran                                                                      | 4:36         |
| 10. | «Good Enough»                                                                | J-Remy & Bobby Bass, Jay Sean, Nina Woodford, Peter Biker, Karsten Dahlgaard                         | 4:02         |
| 11. | «Used to Love Her»                                                           | J-Remy & Bobby Bass, Jay Sean, J Skaller, Jared Cotter, R Larow, Edwin 'Lil Eddie' Serano, J Perkins | 3:47         |
| 12. | «Waiting»                                                                    | J-Remy & Bobby Bass, Jay Sean, J Skaller, R Larow, Claude Kelly                                      | 4:06         |
| 13. | «Runaway»                                                                    | J-Remy & Bobby Bass, Jay Sean                                                                        | 3:48         |
| 14. | «Just a Friend»                                                              | Alan Sampson, Jay Sean                                                                               | 3:41         |
| 15. | «Murder» (featuring Thara)                                                   | DJ Swivel, Edwin "Lil Eddie" Serrano, Jose Duran, Thara, Jay Sean                                    | 3:59         |
| 16. | «Easy as 1,2,3»                                                              | Alan Sampson, Jay Sean                                                                               | 3:19         |
| 17. | «I'm Gone»                                                                   | Jay Sean, K Jhooti, Paul Meehan, Tim Woodcock                                                        | 3:16         |
| 18. | «Ride It» (Ishi Hip Hop Mix)                                                 | Alan Sampson, Jay Sean, Andre Luis Reyes                                                             | 3:21         |
| 19. | «Maybe» (Panjabi Hit Squad Remix)                                            | Alan Sampson, Jose Duran                                                                             | 3:13         |
| 20. | «Stay» (Boy Better Know Remix) (featuring Chipmunk, Skepta, Frisco & Jammer) | Alan Sampson, Jay Sean                                                                               | 3:37         |
| 21. | «Tonight» (FP Radio Edit)                                                    | Kamaljit Singh, Claude Kelly, J-Remy, Bobby Bass, J Perkins                                          | 3:25         |

## Чарты
| Чарт (2008)         | Позиция |
| ------------------- | ------- |
| Япония Oricon Chart | 68      |
| UK Albums Chart     | 6       |
| UK R&B Chart        | 1       |

## Хронология выхода
| Регион         | Дата                                 |
| -------------- | ------------------------------------ |
| Великобритания | 12 мая 2008 16 февраля 2009 (Deluxe) |
| Индия          | 18 августа 2008                      |
| Польша         | 22 августа 2008                      |